# Calpastatin
Calpastatin‏ (Calpastatin) هوَ بروتين يُشَفر بواسطة جين Calpastatin في الإنسان.